# Gyula
Gyula là một thành phố thuộc hạt Békés, Hungary. Thành phố này có diện tích 255,8 km², dân số năm 2010 là 32132 người, mật độ 126 người/km².